# Янченко Галина Ігорівна
Галина Ігорівна Янченко (нар. 29 квітня 1988, Житомир, УРСР) — український політик, громадський діяч, народна депутатка України. Експерт із економічних питань та антикорупційної політики. Член Національної ради з питань антикорупційної політики (з 2019). Заступниця голови фракції партії «Слуга народу» у ВРУ ІХ скл. Голова комісії з захисту прав інвесторів. Секретар Національної інвестиційної ради при Президентові України. Автор соціальної ініціативи «Прихисток».

## Життєпис
Народилася 29 квітня 1988 року в Житомирі

### Освіта
Під час навчання в школі виграла стипендію Програми обміну майбутніх лідерів (FLEX — Future Leaders Exchange), рік вчилася в школі в Техасі, США.
Має дві вищі освіти — магістр соціології (Києво-Могилянська Академія) та магістр права (КНУ ім. Шевченка).
2023 року закінчила навчання у Стенфорді за стипендією Fisher Family Summer Fellows on Democracy and Development Program, організованою Центром демократії та верховенства права.

### Професійний досвід
Професійну діяльність почала під час навчання в Києво-Могилянській академії, провівши маркетингове дослідження для мережі «Пузата хата». Координувала випускників програми студентських обмінів, була менеджером дослідницьких програм Pact та проєктів Ялтинської європейської стратегії. Брала участь в організації 5-ї зустрічі Ялтинської європейської стратегії в Ялті у 2008 році, форуму «Зона вільної торгівлі для України», «Літнього університету YES» для молодих політиків з України та Європи. Працювала в бізнесі в сфері проведення соціологічних та маркетингових досліджень, розробки стратегічних документів і проєктів реформ.
З 2019 року — народний депутат України від партії Слуга народу.

### Громадська і політична діяльність
У 2008 році заснувала Київський осередок партії «Демократичний Альянс», входила до бюро партії в Києві. Учасниця Революції гідності.
З 2014 по 2015 рік — депутат Київської міської ради від «ДемАльянсу» (№ 2 у списку). Член комісії з питань містобудування, архітектури та землекористування. Займалася протидією знищенню зелених зон, забудові дитячих та спортивних майданчиків. 2014 року ініціювала в Київраді низку антикорупційних змін, які стали частиною національного законодавства — наприклад, обов'язок депутатів публічно декларувати конфлікт інтересів при розгляді питань, оприлюднювати свої майнові декларації тощо.
Голова Ради громадського контролю при Національному антикорупційному бюро України (НАБУ) з 2018 року.
Під час виборчої кампанії на президентських виборах 2019 року увійшла до команди Зеленського. Відповідала за антикорупційну політику та реформу діджиталізації. В січні 2019 року запропонувала Зеленському створити мобільний додаток з державними сервісами «Держава24» за аналогією з діджитал рішеннями в банківській сфері. Під час реалізації цієї реформи Михайлом Федоровим додаток отримав назву «Дія».
На виборах до Верховної Ради 2019 року обрана від «Слуги народу» під № 5 у списку. Після обрання стала заступницею голови комітету з питань антикорупційної політики у Верховній Раді. В грудні 2022 року перейшла в економічний комітет Верховної Ради.
Співголова групи з міжпарламентських зв'язків з ФРН. Заступниця голови фракції партії «Слуга народу» у Верховній раді України ІХ скликання. Голова Тимчасової спеціальної комісії з питань захисту прав інвесторів.
З травня 2021 року — заступниця голови Наглядової ради урядової агенції UkraineInvest.
З січня 2022 року — Секретар Національної інвестиційної ради при Президенті України.
19 грудня 2022 року заявила про вихід з партії «Слуга народу» на знак протесту проти дій голови партії Олени Шуляк: та увірвалась у шпиталь до пораненого українського ветерана, який критикував її корупційний законопроєкт щодо містобудування, і влаштувала розбірки. Дії Шуляк викликали різку критику у середовищі військових і ветеранів.
24 лютого 2022 з командою волонтерів запустила соціальний сервіс «Прихисток» на базі сайту prykhystok.gov.ua, створеного за принципом дошки оголошень, він дає можливість переселенцям знайти безкоштовне житло.

## Боротьба з корупцією
2014 — ініціювала створення і стала засновником громадської ініціативи «Антикорупційний штаб Києва» для розслідування можливих зловживань владою київських чиновників. За словами Янченко, на той час місто через корупційні оборудки втрачало 2-4 млрд грн щороку. За результатами першого ж розслідування, вдалося документально встановити зловживання на кілька мільйонів гривень на державних тендерах при закупівлі харчування для дітей в садках і школах.
Під час каденції в Київраді протидіяла корупції у владі, викривала корупційні схеми за участі чиновників, боролася із незаконними забудовами. Була єдиною із членів земельної комісії Київради, яка голосувала проти передачі земельної ділянки в Пущі-Водиці під побудову елітного тенісного клубу соратникам тодішнього Президента Петра Порошенка. 29 серпня 2014 року провела акцію проти відключення гарячої води в Києві: облилася холодною водою біля будівлі КМДА, закликала взяти участь мера Києва Віталія Кличка, олігарха Ріната Ахметова і гендиректора «Київенерго» Олександра Фоменка.
2015 — з активістами «Антикорупційного штабу» запустила «Антикорупційну карту ремонтів», онлайн-карту ремонтних робіт за бюджетні кошти у Києві. На час запуску на карті було відмічено 1393 об'єкти житлової та соціальної інфраструктури. Сайт показував, скільки коштів витрачається на ремонт, і допомагав встановити недобросовісних підрядників, з якими співпрацювала столична влада. За кілька років «Антикорупційну карту ремонтів» було масштабовано на всю територію України, включно із селами. З'явилася можливість побачити інформацію про замовників і підрядників, звернутися до державних органів. Дані програма отримує з системи Prozorro. Скарги розглядаються практично миттєво. З «Антикорупційною картою ремонтів» Янченко була представлена у програмі «Нові лідери» (категорії «Державне управління», «Соціальний захист» і «Регіональні програми»).
У вересні 2017 року Янченко стала співініціатором руху «Ініціатива реальних дій», метою якого було змусити парламент скасувати депутатську недоторканість. 2017 року «Антикорупційний штаб» під керівництвом Янченко випустив чат-бот «Держслужбовець Тарас» для допомоги державним службовцям в заповненні е-декларацій. Адже на той час НАЗК, на думку представників Штабу, не справлялася з покладеним на неї обов'язком надання консультацій і роз'яснень щодо правильного заповнення е-декларацій чиновників.
2018 року «Антикорупційний штаб» запустив і презентував інтерактивний інструмент «Приховані інтереси», за допомогою якого виборці могли простежити можливі корупційні зв'язки місцевих депутатів. Розслідування організації показало, що за попередній рік компанії, пов'язані з народними депутатами, отримали тендерів на 4,1 мільярда гривень. Більшість тендерів, які виграли компанії нардепів, проводились з єдиним учасником, тобто навіть без видимості конкуренції.
8 червня 2018 року Янченко обрали головою Ради громадського контролю НАБУ.

## Верховна Рада
Після перемоги «Слуги народу» на парламентських виборах 21 липня 2019 стала народним депутатом у ВРУ ІХ скликання. У ВРУ не було зареєстровано жодного неособистого голосування Янченко.
29 серпня 2019 року обрана заступницею голови фракції «Слуга народу» у парламенті.

### Законодавчі ініціативи
Автор десятків законодавчих ініціатив. У 22 законопроєктах є першим автором. 7 з них — стали законами.
За ініціативи Янченко перший законопроєкт з ухвалених Верховною Радою ІХ скликання стосувався змін до Конституції щодо зняття депутатської недоторканності. Щоб норма запрацювала, також підготувала законопроєкт № 2237 — зміни в Кримінально-процесуальний кодекс, якими запроваджено спрощену процедуру розслідування та притягнення депутатів до відповідальності. Закон було ухвалено і підписано Президентом у грудні 2019 року.
Також прийнято такі законопроєкти Янченко:
- Пропозиції президента щодо внесення змін до закону «Про запобігання корупції», що регулює створення Єдиного порталу повідомлення[60].
- Проєкт Закону про внесення змін до деяких законів України щодо удосконалення механізму протидії рейдерству[61].
- Проєкт Закону про внесення змін до ст. 77 Основ законодавства України про охорону здоров'я, що регулює соціальний захист працівників лабораторій у державних лікарнях[62].
- Проєкт Закону про внесення змін до Закону про Національне агентство з питань виявлення, розшуку та управління активами, одержаними від корупційних та інших злочинів щодо гарантій прав українських та іноземних інвесторів[63]. За ініціативи Янченко Парламент вніс зміни до профільного закону, було скасовано монополію Нацагентства на прийняття рішень про продаж активів та заборонено продавати активи приватних компаній та осіб до вироку суду[64].

Ціла низка законопроєктів за авторства Янченко готується до другого читання або ж опрацьовується в профільних комітетах — економічному, антикорупційному, правоохоронному, аграрному тощо.
Законопроєкт № 7508 для пришвидшення відновлення зруйнованих війною об'єктів та будівництва нових об'єктів, пов'язаних з післявоєнною перебудовою економіки України". Він має допомогти вирішити деякі проблеми в запровадженні проєктів ДПП: спростить процедури, закріпить фінансові гарантії інвесторів в законодавстві, що дозволить не тільки відновити зруйновану війною інфраструктуру у короткі терміни, але й надати поштовх економіці України.

### Парламентська спецкомісія з захисту прав інвесторів
Ініціювала постанову про створення Тимчасової комісії ВРУ з питань захисту прав інвесторів, створену у червні 2020 року. До цього колегіального експертного органу парламенту увійшло 13 депутатів, Янченко очолила ТСК. Метою спецкомісії є створення сприятливого інвестиційного клімату в країні. Виділено два пріоритетних напрямки роботи: розробка і реформування українського законодавства щодо інвестицій та розгляд скарг бізнесу.
Розглянуті в межах роботи ТСК звернення лягли в основу законодавчих змін: парламент ухвалив 6 законів, напрацьованих Спецкомісією. Під час повномасштабної війни Спецкомісія продовжила працювати і вирішувати проблемні питання бізнесу, який створює робочі місця в Україні.

### Національна інвестиційна рада при Президенті України
Указом Президента України від 11 січня 2022 року введена до складу і призначена секретарем Національної інвестиційної ради.
Попри війну, у 2022 Рада підготувала концепцію Великої агропереробки та шість публічних інвестиційних проєктів, домовившись з великими міжнародними страховими компаніями щодо кредитування бізнесу і страхування військових ризиків при запуску нових проєктів.
Шість інвестпроєктів, напрацьованих Національною інвестиційною радою, Янченко представила під час онлайн-форуму Rebuilding Ukraine with the Private Sector. Інвестрада запропонувала по-новому подивитись на аграрну галузь та рухатись від сировинного експорту до глибокої переробки та створення продукту з високою доданою вартістю, що разом з тим забезпечує створення в Україні нових високооплачуваних робочих місць.
Як секретар Національної інвестиційної ради у 2022 і 2023 роках провела серію зустрічей і круглих столів з представниками бізнесу в різних регіонах України та за кордоном, зокрема, у Польщі, Туреччині, Німеччині, США тощо. На них обговорювалися проблеми, з якими стикнувся бізнес під час повномасштабної війни, і шляхи їхнього вирішення.
Національна інвестиційна рада за участі іноземних та українських експертів, науковців і представників бізнесу розробила реформу державно-приватного партнерства (ДПП), яка втілена у поданому Галиною Янченко законопроєкті № 7508. Головна мета реформи — спростити існуючі процедури в рамках ДПП, щоб долучити бізнес до відновлення країни.
Інструмент ДПП включили до Плану модернізації України, який презентували у швейцарському Лугано під час щорічної конференції щодо реформ в Україні у липні 2022 року.
У липні 2022 презентувала реформу ДПП в Туреччині, що має досвід у цьому напрямку.
У липні 2022 року секретар Національної інвестиційної ради взяла участь у конференції з відновлення України — Ukrainian Recovery Conference.

## Родина
- Колишній чоловік: Віктор Андрусів, екс-керівник Українського інституту майбутнього. З червня 2022 року — військовослужбовець ЗСУ. Розійшлися у вересні 2023 року[82]

- Діти: дочка Афіна (нар. 2012), син Аскольд (нар. 2016).

## Відзнаки і нагороди
- 13 грудня 2021 — почесна відзнака І ступеня Національної асоціації адвокатів України.
- У грудні 2021 — премія Київської школи державного управління ім. Нижного як переможець у номінації «Найкраща бізнес-ініціатива в державній сфері»[83].
- 2021 — відзнака International Chamber of Commerce.
- 2022 — відзнака International trade council за лідерство у розвитку економічної дипломатії.
- 2023 — нагорода Міністра внутрішніх справ України.
- 2021 — № 38 серед «100 найвпливовіших жінок України» за версією журналу «Фокус»[84]
- 2021 — № 6 серед 100 успішних жінок України за версією журналу НВ[85]